# Old School (film)
Pour les articles homonymes, voir Old school.
Pour plus de détails, voir Fiche technique et Distribution.
Old School est un film français réalisé par Kader Ayd et Karim Abbou, sorti en 2000.

## Synopsis
Honoré, Nico, Benny et Al, qui se sont rencontrés à l'orphelinat durant leur jeunesse, sont gangsters. Leur travail consiste à réussir les missions que leur fournit leur mystérieux patron, entre deux braquages de banque. Christie, journaliste, parvient tant bien que mal à réaliser un reportage sur eux. Elle se retrouve prise dans les aventures des malfrats, vivant leurs échecs et leurs succès.

## Fiche technique
- Titre original : Old School
- Réalisateur : Kader Ayd et Karim Abbou
- Scénario : Kader Ayd, Karim Abbou et Emmanuel Booz
- Musique originale : Joeystarr et DJ Spank
- Image : Eric Cadrieu
- Montage : Philippe Doria Machado
- Durée : 85 minutes
- Date de sortie en salles : 5 juillet 2000

## Distribution
- Fabienne Babe : Christie
- Kader Ayd : Al Soltani
- Julien Courbey : Nico Pasquali
- Stéphane Soo Mongo : Honoré Letiole
- Hocine Ossoukine : Benny Leduc
- Serge Suffrin : le chacal
- JoeyStarr : Issac
- Elie Semoun : le dealer
- Ramzy Bedia : Ramzy
- Smaïn : Mr Fonblard, directeur de la banque
- Kool Shen : Jean-Louis, le garde du corps
- Ali Benarbia : lui-même
- Bernard Lama : lui-même
- Astrid Veillon : Jeanine Dupont, journaliste 2KTV
- Bernie Bonvoisin : Mulot
- Nadiya
- Emmanuel Booz : le tuteur

## Bande originale
Une bande originale réalisée par Joeystarr (B.O.S.S.) est disponible chez La bande son, un label StudioCanal.
Tracklisting :
- K-reen & Dany Dan
- Pit Baccardi & Marginal
- Mass
- Jaeyez
- L'Skadrille
- Endo
- X-Men
- Eloquence, Jszan Gali & Diam's
- Relic
- La Brigade
- Abou & Vensty

## Accueil
- « Un film rafraîchissant, aux dialogues hilarants, qui vise en plein dans le mille : AMUSER LA GALERIE !! » - Impact[réf. nécessaire]
- « Un film déjanté, un genre d'Ovni, de BD trépidante... » - Le journal du dimanche[réf. nécessaire]